# Epinotia
Epinotia är ett släkte av fjärilar som beskrevs av Jacob Hübner 1825. Epinotia ingår i familjen vecklare.

## Bildgalleri

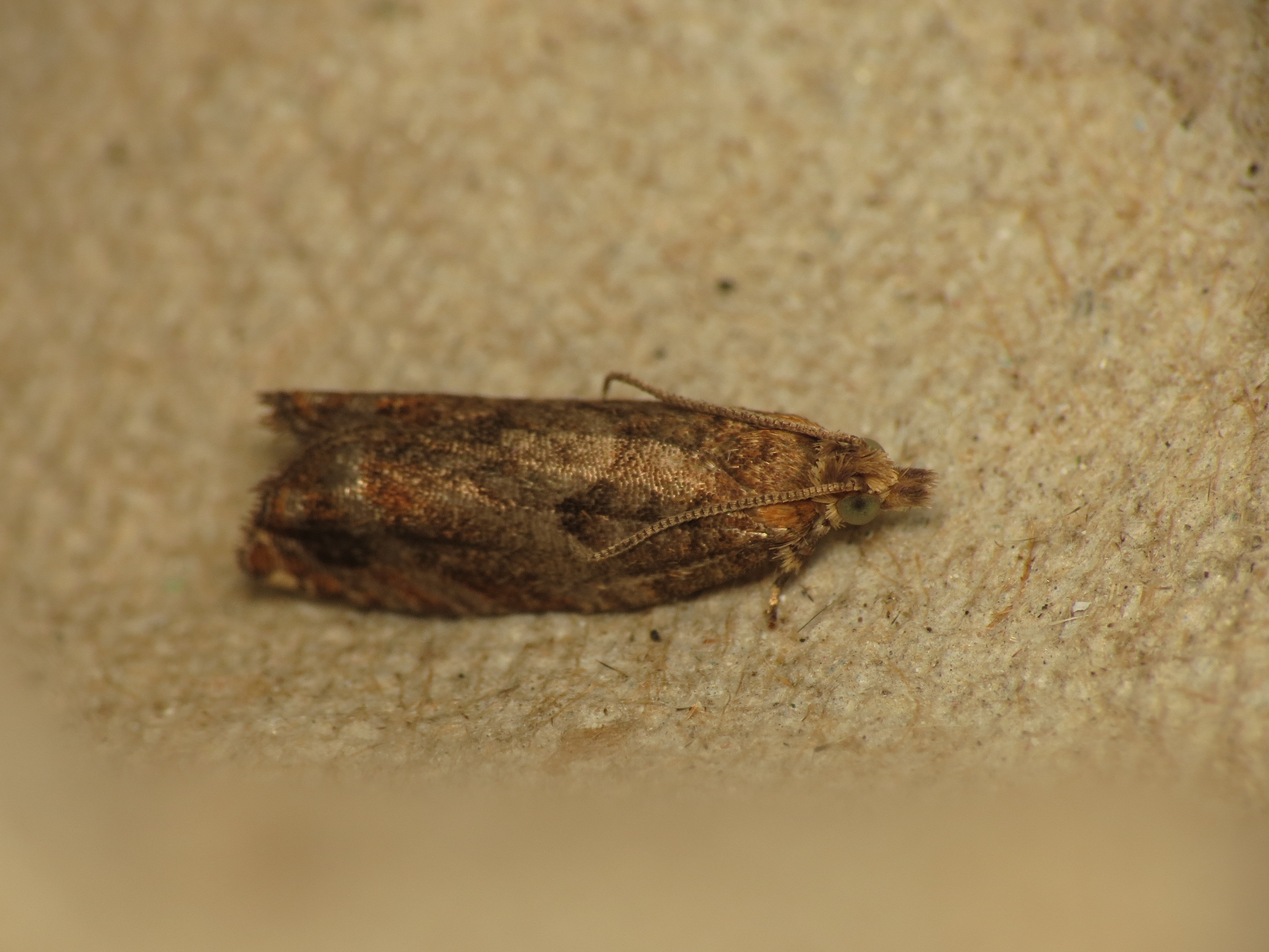
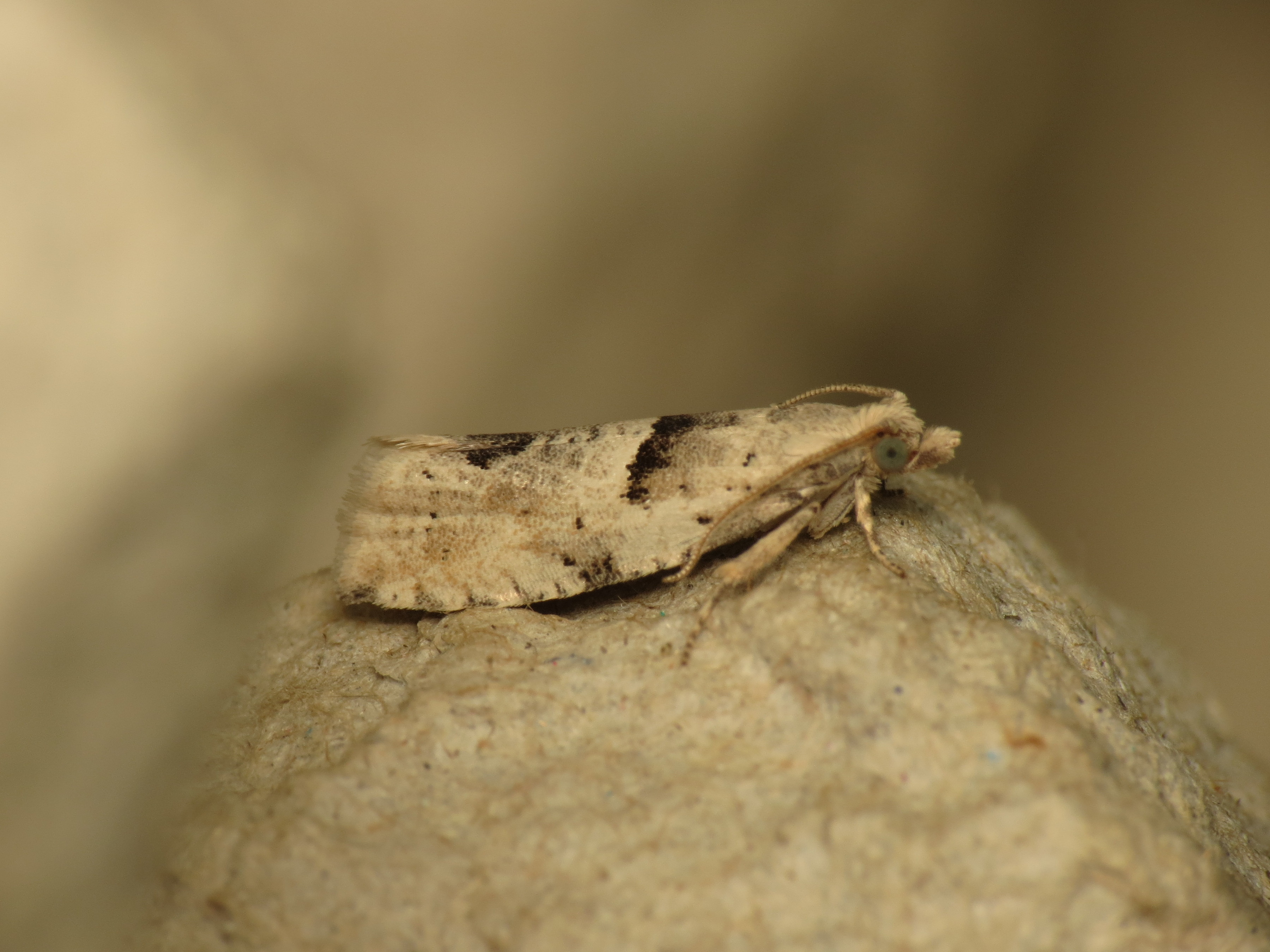
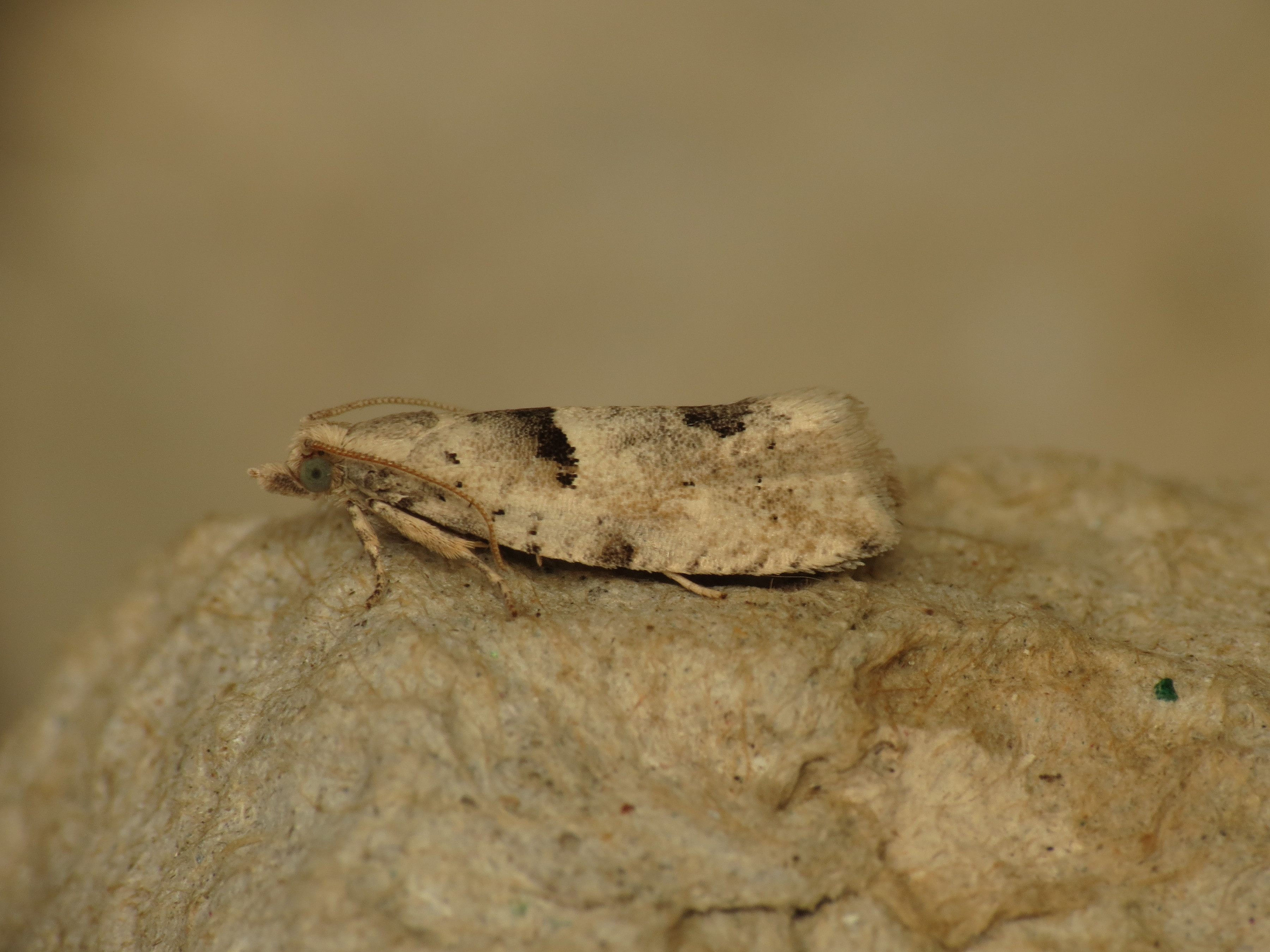
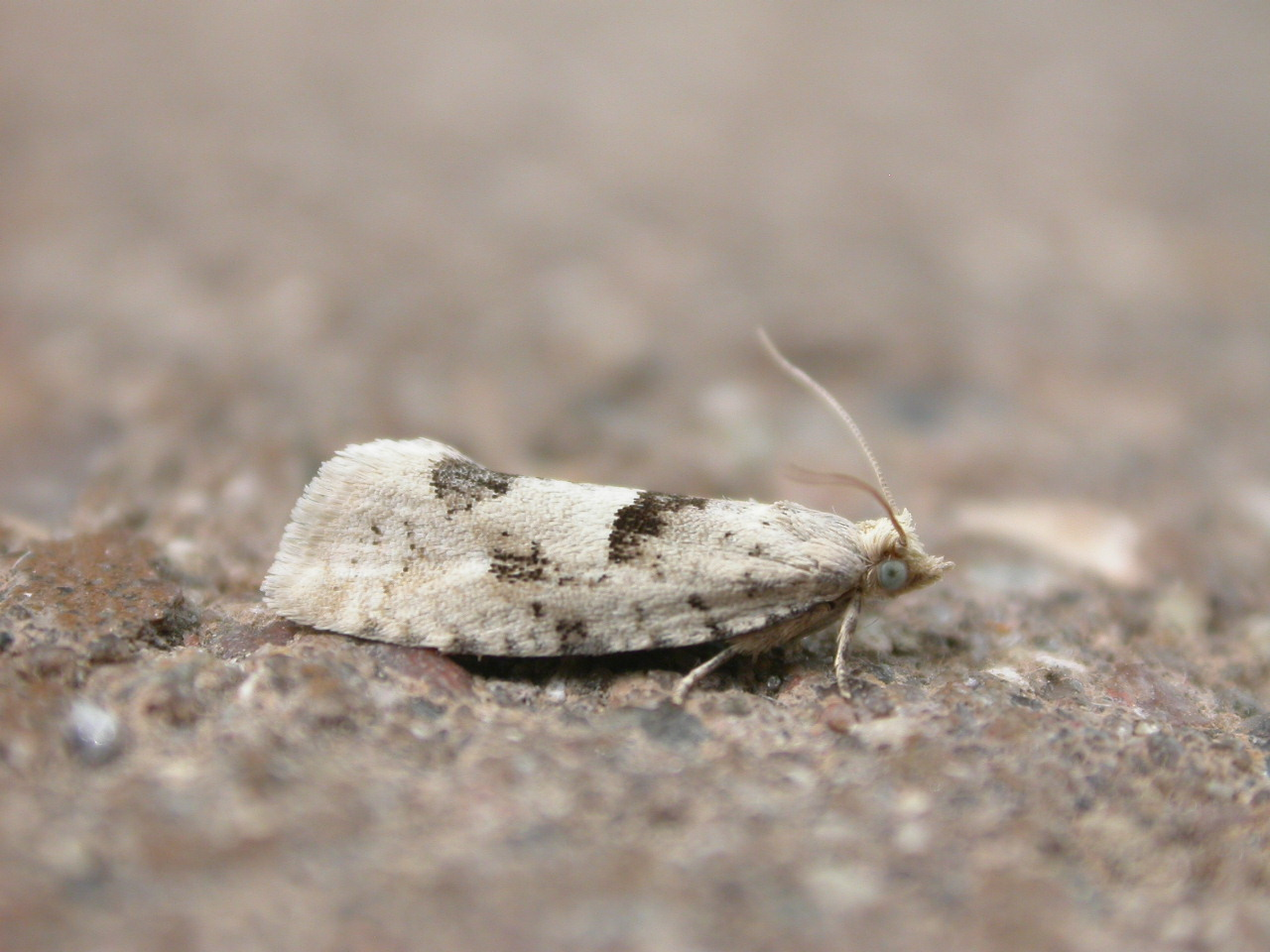
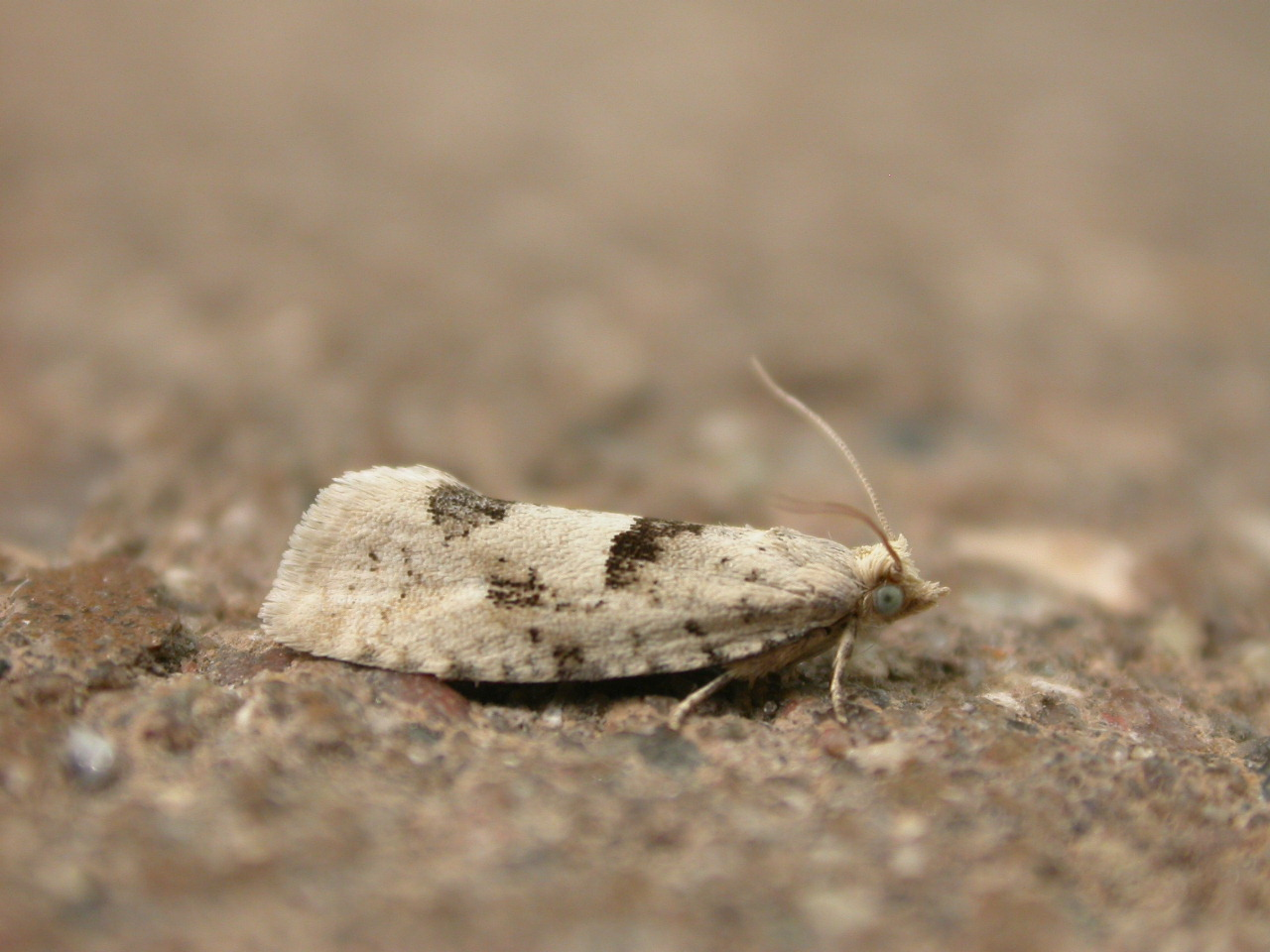
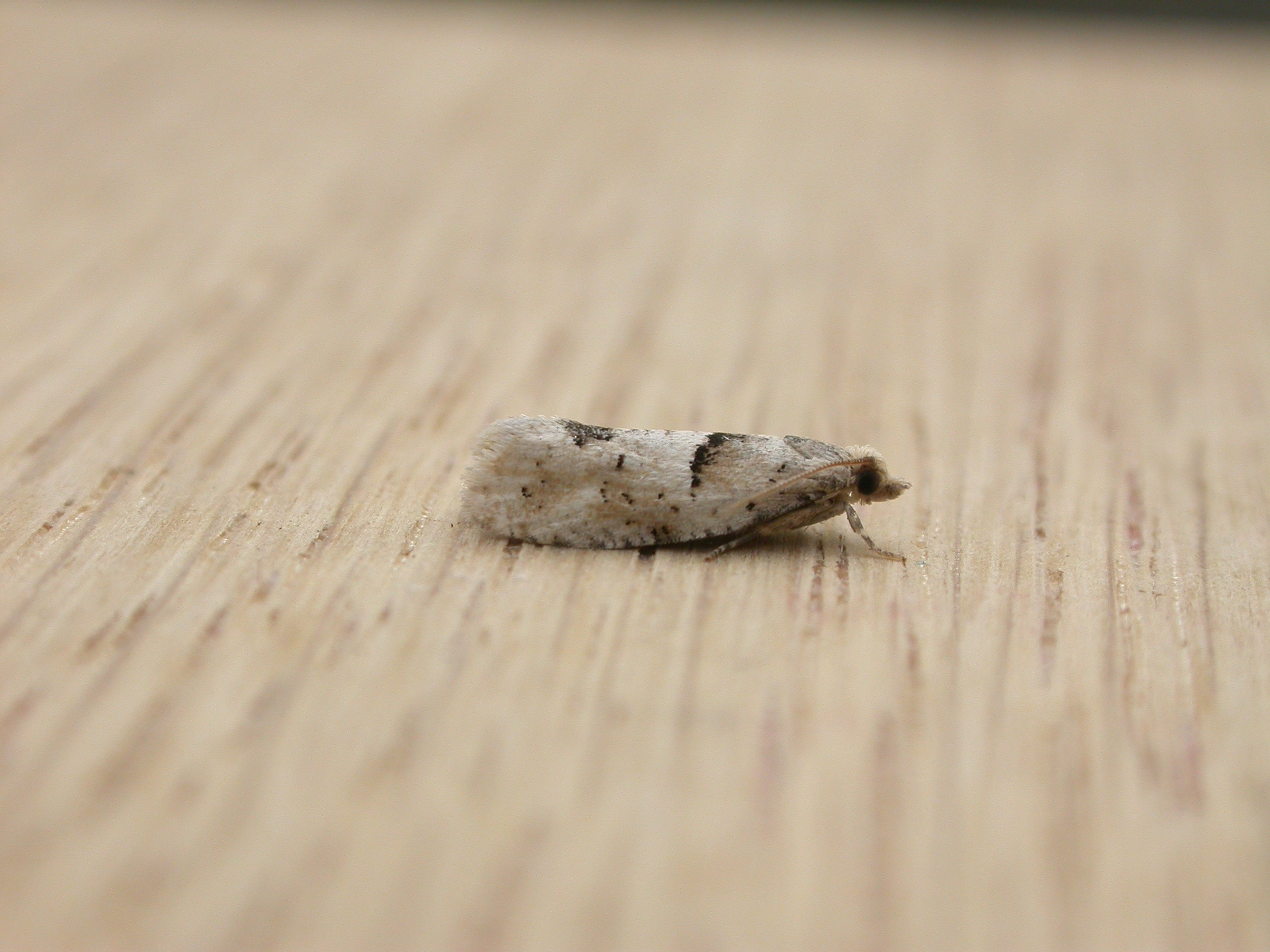

## Dottertaxa tillEpinotia, i alfabetisk ordning[1][2]
- Epinotia abbreviana
- Epinotia abiegana
- Epinotia abnormana
- Epinotia accessa
- Epinotia aciculana
- Epinotia aethopa
- Epinotia alaskae
- Epinotia albangula
- Epinotia albicapitana
- Epinotia albidorsana
- Epinotia albimaculata
- Epinotia albodecorana
- Epinotia albodorsana
- Epinotia algeriensis
- Epinotia alticolana
- Epinotia amurensis
- Epinotia anana
- Epinotia ancyrota
- Epinotia angulana
- Epinotia antonoma
- Epinotia aquila
- Epinotia araea
- Epinotia arctostaphylana
- Epinotia aridos
- Epinotia atacta
- Epinotia atristriga
- Epinotia augustana
- Epinotia balsameae
- Epinotia basipunctana
- Epinotia biangulana
- Epinotia bicolor
- Epinotia bicordana
- Epinotia bigemina
- Epinotia bilunana
- Epinotia bimaculana
- Epinotia biscutana
- Epinotia blanditana
- Epinotia boeberana
- Epinotia borealis
- Epinotia bouchardana
- Epinotia brevivalva
- Epinotia bricelus
- Epinotia brunnea
- Epinotia brunneana
- Epinotia brunneodorsana
- Epinotia brunneofasciana
- Epinotia brunnichana
- Epinotia bushiensis
- Epinotia campoliana
- Epinotia canthonias
- Epinotia caprana
- Epinotia carphologa
- Epinotia castaneana
- Epinotia cedricida
- Epinotia celtisana
- Epinotia centrostriana
- Epinotia cineracea
- Epinotia cinereana
- Epinotia clasta
- Epinotia cockleana
- Epinotia columbia
- Epinotia comitana
- Epinotia corylana
- Epinotia coryli
- Epinotia corynetes
- Epinotia crenana
- Epinotia cretaceana
- Epinotia criddleana
- Epinotia cruciana
- Epinotia cupressi
- Epinotia cuspidana
- Epinotia decorana
- Epinotia deficiens
- Epinotia demarniana
- Epinotia densiuncaria
- Epinotia digitana
- Epinotia direptana
- Epinotia dissimilana
- Epinotia distinctana
- Epinotia divellana
- Epinotia domonana
- Epinotia dorsifraga
- Epinotia dorsimaculana
- Epinotia efficax
- Epinotia elatana
- Epinotia emarginana
- Epinotia estreyeriana
- Epinotia ethnica
- Epinotia evidens
- Epinotia excoecana
- Epinotia excruciana
- Epinotia fasciana
- Epinotia festivana
- Epinotia finitimana
- Epinotia fraternana
- Epinotia frutetana
- Epinotia fujisawai
- Epinotia fulminana
- Epinotia fumoviridana
- Epinotia fuscana
- Epinotia fuscofasciana
- Epinotia gimmerthaliana
- Epinotia gradli
- Epinotia granitana
- Epinotia griseana
- Epinotia gyllenhahliana
- Epinotia gyllenhaliana
- Epinotia hamptonana
- Epinotia heucherana
- Epinotia hopkinsana
- Epinotia huebneri
- Epinotia huebneriana
- Epinotia huroniensis
- Epinotia hypsidryas
- Epinotia ignalinosis
- Epinotia immundana
- Epinotia imparana
- Epinotia improvisana
- Epinotia indecorana
- Epinotia infuscana
- Epinotia kasloana
- Epinotia keiferana
- Epinotia kochiana
- Epinotia koraiensis
- Epinotia kroesmanniana
- Epinotia kurilensis
- Epinotia laracana
- Epinotia lepida
- Epinotia leucantha
- Epinotia lindana
- Epinotia liturana
- Epinotia lomonana
- Epinotia longivalva
- Epinotia maculana
- Epinotia maculosa
- Epinotia madderana
- Epinotia majorana
- Epinotia marmorana
- Epinotia medioplagata
- Epinotia mediostriana
- Epinotia medioviridana
- Epinotia melaleucana
- Epinotia mercuriana
- Epinotia meritana
- Epinotia mesopotamica
- Epinotia miscana
- Epinotia mniara
- Epinotia momonana
- Epinotia monachana
- Epinotia monticola
- Epinotia monticolana
- Epinotia munda
- Epinotia myricana
- Epinotia nanana
- Epinotia navalis
- Epinotia nebulosana
- Epinotia nemorivaga
- Epinotia nielseni
- Epinotia nigralbana
- Epinotia nigralbanoidana
- Epinotia nigricana
- Epinotia nisella
- Epinotia nonana
- Epinotia normanana
- Epinotia nothrodes
- Epinotia notoceliana
- Epinotia oblitana
- Epinotia obraztsovi
- Epinotia ochreana
- Epinotia opacana
- Epinotia ophthalmicana
- Epinotia packardiana
- Epinotia padana
- Epinotia parmatana
- Epinotia patriciana
- Epinotia pavonana
- Epinotia paykulliana
- Epinotia penkleriana
- Epinotia pentagonana
- Epinotia penthrana
- Epinotia peristicta
- Epinotia perplexana
- Epinotia petrana
- Epinotia picea
- Epinotia piceafoliana
- Epinotia piceana
- Epinotia piceicola
- Epinotia pinicola
- Epinotia plumbolineana
- Epinotia profundana
- Epinotia proximana
- Epinotia pullata
- Epinotia pulsatillana
- Epinotia purpuriciliana
- Epinotia pusillana
- Epinotia pygmaeana
- Epinotia radicana
- Epinotia ramella
- Epinotia ratana
- Epinotia rectiplicana
- Epinotia removana
- Epinotia rhenana
- Epinotia rhododendrana
- Epinotia rhomboidella
- Epinotia rubiginosana
- Epinotia rubricana
- Epinotia rufa
- Epinotia rufana
- Epinotia rufimaculana
- Epinotia ruidosana
- Epinotia russata
- Epinotia rusticana
- Epinotia safidana
- Epinotia sagittana
- Epinotia salicicolana
- Epinotia sanifica
- Epinotia sciurana
- Epinotia semalea
- Epinotia semifuscana
- Epinotia semilunana
- Epinotia semimaculana
- Epinotia seorsa
- Epinotia septemberana
- Epinotia serangias
- Epinotia shikokuensis
- Epinotia signatana
- Epinotia signiferana
- Epinotia siliceana
- Epinotia silvertoniensis
- Epinotia sinuana
- Epinotia siskiyouensis
- Epinotia slovacica
- Epinotia solandriana
- Epinotia solicitana
- Epinotia sordidana
- Epinotia sotipena
- Epinotia sperana
- Epinotia stabilana
- Epinotia stroemiana
- Epinotia subocellana
- Epinotia subplicana
- Epinotia subsequana
- Epinotia subuculana
- Epinotia subviridis
- Epinotia sylvana
- Epinotia tamaensis
- Epinotia tedella
- Epinotia tenerana
- Epinotia tephrinana
- Epinotia tergorana
- Epinotia terracoctana
- Epinotia tetraquetrana
- Epinotia thaiensis
- Epinotia thapsiana
- Epinotia tianshanensis
- Epinotia toshimai
- Epinotia transmissana
- Epinotia trapezana
- Epinotia trigonella
- Epinotia trimaculana
- Epinotia triquetrana
- Epinotia trossulana
- Epinotia tsugana
- Epinotia ulmi
- Epinotia ulmicola
- Epinotia unica
- Epinotia unicolorana
- Epinotia uniformata
- Epinotia unisignana
- Epinotia ussurica
- Epinotia ussuriensis
- Epinotia ustulana
- Epinotia vagana
- Epinotia walkerana
- Epinotia waltavaarana
- Epinotia variegastriana
- Epinotia variegata
- Epinotia veneratrix
- Epinotia vertumnana
- Epinotia vilisana
- Epinotia vomonana
- Epinotia xandana
- Epinotia xyloryctoides
- Epinotia yandana
- Epinotia yoshiyasui
- Epinotia zandana